# Raymond Kopa
Raymond Kopaszewski (Nœux-les-Mines, 13. listopada 1931. – Angers, 3. ožujka 2017.) poznatiji kao Raymond Kopa, je bio francuski nogometaš. Često se smatra jednim od vodećih nogometaša svoje generacije. Bio je brz, okretan, vrstan strijelac, a bio je i poznat prema velikoj želji za kontrolom lopte.

## Nogometna karijera
Raymond Kopa je dijete poljskih imigranata. Nogometnu karijeru započeo je u svojoj 17. godini nastupajući za US Nœux-les-Mines i Angers. Dvije godine kasnije prelazi u Stade-Reims s kojim osvaja prvenstvo 1953. i 1955. Pomogao je Reimsu da dođu do finala Kupa prvaka ali su ondje izgubili od sjajnog madridskog Reala predvođenog Alfredom di Stefanom (4-3).
Već iduće godine Kopa prelazi u Madrid gdje se pridružuje Realovoj ekipi u kojoj su bili di Stefano i Ferenc Puskás.
U Realu Kopa osvaja španjolsku ligu 1957. i 1958. Kopa postaje prvim francuskim nogometašom koji je osvojio Kup prvaka. To se dogodilo 1957. kada je Real u finalu pobijedio Fiorentinu 2-0. Također ponovno s Realom postaje prvak Europe 1958. i 1959.
U idućoj sezoni Kopa se ponovno vraća u Reims gdje pruža odlične partije i osvaja Zlatnu loptu.
S Francuskom nogometnom reprezentacijom osvojio je brončanu medalju SP u Švedskoj.
Kopa je izabran od Peléa u najboljih sto nogometaša svijeta i najboljih 125 živućih nogometaša svijeta.

## Počasti
- Ligue 1 (4): 1953., 1955., 1960., 1962. (sa Stade-Reimsom)
- La Liga (2): 1957., 1958. (s Real Madridom)
- Ligue 2 (1): 1966. (sa Stade-Reimsom)
- UEFA Liga prvaka (3): 1957., 1958., 1959. (s Real Madridom)
- Latinski kup (2): 1953. (sa Stade-Reimsom), 1957. (s Real Madridom)
- SP Švedska 1958.: Trećeplasirani
- Zlatna lopta: 1958.
- Orden Legije časti: 30. studenog 1970. (ujedno prvi nogometaš koji ju je osvojio)

## Vanjske poveznice
- French Football Federation profile  Arhivirana inačica izvorne stranice od 23. studenoga 2006. (Wayback Machine)
- L'Équipe stats
- FootballDatabase profile and stats
- European Champions Cup/UEFA Champions League Winning Squads
- Interview on uefa.com